# Daredevils (jeu de rôle)
Pour les articles homonymes, voir Daredevil (homonymie).
Rédigé par les mêmes auteurs que Bushido et Aftermath!, Daredevils s'applique à faire revivre les intrépides aventuriers des années 1930.
Le système de jeu est assez similaire à celui de ses deux parents.

## Éditeur
- Fantasy Games Unlimited

## Parutions

### Règles
- Daredevils (1982)

### Aventures
- Deadly Coins (1983)
- Menace Beneath the Sea (1983)
- Supernatural Thrillers Issue (1984)
- Lost World Tales (1985)
- Nefarious Plots (2012)